# Mitro Repo
Mitro Repo (ur. 3 września 1958 w Helsinkach) – fiński duchowny prawosławny, poseł do Parlamentu Europejskiego VII kadencji.

## Życiorys
Ukończył studia teologiczne na Uniwersytecie Helsińskim. Został kapłanem Fińskiego Kościoła Prawosławnego, podobnie jak jego dziadek i ojciec. Ogólnokrajową popularność uzyskał jako prezenter i komentator w programach radiowych i telewizyjnych, a także dzięki licznym wizytom w fabrykach i u przedsiębiorców.
Przed wyborami w 2009 liczne ugrupowania polityczne proponowały mu kandydowanie ze swoich list. Mitro Repo zdecydował się ostatecznie na start z listy Socjaldemokratycznej Partii Finlandii. Decyzja o kandydowaniu doprowadziła do reakcji jego przełożonych, został zawieszony w pełnieniu posług religijnych, zakazano mu też noszenia ubioru kościelnego.
W głosowaniu uzyskał mandat poselski jako jeden z dwóch kandydatów socjaldemokracji. Został członkiem grupy Postępowego Sojuszu Socjalistów i Demokratów oraz Komisji Rynku Wewnętrznego i Ochrony Konsumentów.